# تریستور

نماد مداری یک تریستور.

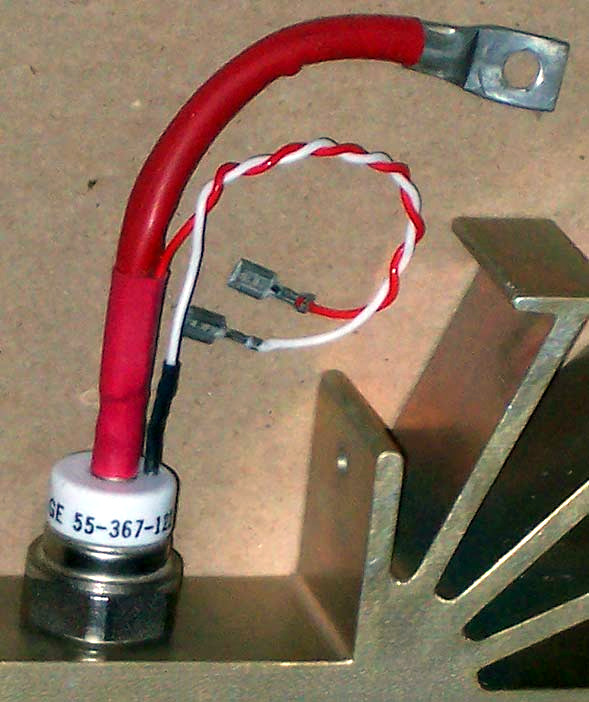
یک یکسوساز کنترل شده با سیلیکون با جریان نامی‌ای حدود ۱۰۰ آمپر و ۱۲۰۰ ولت، سوارشده روی یک گرماگیر. دو سیم کوچک متصل به این وسیله سرهای تریگر گیت هستند.

تِریستور (درست‌تر: تیریستور) یا تایریستور (Thyristor)، یک نیمه‌رسانای قدرت است که به صورت یک قطعهٔ چهارلایه‌ای P-N-P-N ساخته می‌شود. تریستور سه پایانهٔ آند، کاتد و گِیت دارد. پایهٔ آند با A، کاتد با K، و گیت با G نمایش داده می‌شوند. آند و کاتد به مدار قدرت متصل می‌شوند و گیت به مدار کنترل وصل شده و جریان به مراتب کمتری می‌کشد. از تریستور در دو حالت پایدار روشن و خاموش استفاده می‌شود.

## طرز کار تریستور
تریستور مشابه رله عمل می‌کند. همانگونه که در رله با اعمال ولتاژ به سیم‌پیچ، کنتاکتِ بازِ رله بسته می‌شود، در تریستور نیز با اعمال ولتاژ به پایه‌های کاتد و گِیت، جریان بین پایه‌های آند و کاتد برقرار می‌شود. از تفاوت‌های تریستور و رله این است که رله یک کلید الکترومکانیکی است اما تریستور یک کلید الکترونیکی که صدا و جرقه تولید نمی‌کند. از طرف دیگر تریستور یک کلید یک‌جهته است و جریان در آن همیشه از آند به کاتد برقرار می‌شود و اگر بخواهیم جریان دوطرفه داشته باشیم باید دو تریستور را، یکی برعکس دیگری، با هم موازی کنیم. تفاوت دیگر تریستور و رله در این است که بر خلاف رله‌ها که با قطع ولتاژ سیم‌پیچ، رله خاموش می‌شود، تریستور با قطع ولتاژ گیت خاموش نخواهد شد و باید آن را خاموش کرد.

### روشن‌شدن تریستور

نحوه روشن و خاموش کردن تریستور

برای اینکه تریستور در وضعیت هدایت قرار بگیرد باید شرایط زیر برقرار باشد:
1. ولتاژ آند نسبت به کاتد مثبت باشد.
2. گیت یک پالس مثبت دریافت کند (ولتاژ گیت بیشتر از ولتاژ کاتد شود).
3. برای روشن ماندن تریستور جریان آند باید به اندازهٔ کافی زیاد باشد.

مداری که پالس جریان گیت را تولید می‌کند مدار آتش می‌نامند. پس از روشن‌شدن تریستور ولتاژ آند-کاتد بسیار ناچیز خواهد شد به طوری که در مقاصد عملی VAK≈۰ در نظر می‌گیرند و می‌توان گفت که تریستور در هنگام هدایت تقریباً مانند یک اتصال‌کوتاه عمل می‌کند. تریستور بسیار سریع روشن می‌شود، به مدت‌زمان لازم برای روشن کردن تریستور زمان روشن‌سازی می‌گویند که با ton نمایش داده می‌شود و حدود ۱ تا ۳ میکروثانیه است. پهنای پالس جریان اعمالی به گیت که برای روشن‌شدن تریستور استفاده می‌شود حدود ۱۰ تا ۵۰ میکروثانیه است و دامنه‌ای حدود ۲۰ تا ۲۰۰ میلی‌آمپر دارد.

#### زاویهٔ آتش
برای موج‌های متناوب ورودی می‌توان محور افقی که بیان‌گر فازِ موج است را برحسب درجه از صفر تا ۳۶۰ تقسیم‌بندی کرد (معادل صفر تا {\displaystyle 2\pi } رادیان). اگر شرط مثبت‌بودن آند نسبت به کاتد برقرار باشد، می‌توان پالس اعمالی به گیت را به گونه‌ای تنظیم کرد که در لحظه‌ای به‌خصوص از شکل موج ورودی تریستور روشن شود که این لحظه معادل زاویه‌ای معین خواهد بود. به این زاویه، زاویهٔ آتش تریستور می‌گویند. با تعیین زاویهٔ آتش مناسب می‌توان مقدار مؤثر ولتاژ خروجی را تغییر داد که از آن در مدارهای کنترل دور موتورهای جریان مستقیم، یکسوکننده‌های کنترل‌شده و راه‌اندازهای نرم استفاده می‌شود.

#### روشن‌شدن با تغییر ناگهانی ولتاژ
اگر به صورت ناگهانی ولتاژ مستقیم زیادی به تریستور اعمال شود، حتی بدون وجود جریان گیت، تریستور ممکن است روشن شود، این پدیده را روشن‌سازی dv/dt می‌نامند که ممکن است در عملکرد مدارها مشکل ایجاد کند. برای جلوگیری از این اتفاق از یک مدار حفاظتی RC (اسنابر مقاومتی-خازنی) به همراه تریستور استفاده می‌شود.

### خاموش‌شدن تریستور
به روش‌های خاموش‌کردن تریستور کموتاسیون می‌گویند. در مدارهای جریان متناوب به علت تغییر خودکار پلاریتهٔ دو سر آند و کاتد، تریستور به صورت خودکار خاموش می‌شود که به این حالت کموتاسیون طبیعی می‌گویند.
در مقابل اگر جریان بالاجبار صفر شود کموتاسیون اجباری رخ داده‌است.
برای خاموش‌کردن تریستوری که روشن‌شده‌است باید یکی از شرایط زیر برقرار شود:
1. ولتاژ آند نسبت به کاتد منفی شود.
2. جریان عبوری از آند قطع شود (به کمتر از مقدار بحرانی برسد).

اگر تریستور روشن شده باشد، با به صفر رسیدن جریان گیت، خاموش نخواهد شد. در روش اول خاموش کردن تریستور، دو پیوند از سه پیوند آن در گرایش معکوس قرار می‌گیرند و پیوند سوم گرایش مستقیم خواهد داشت، در این حالت تریستور جریان نشتی کمی از خود نشان می‌دهد. اگر ولتاژ معکوس بیش از حد زیاد شود و مقدار آن به ولتاژ فروپاشی معکوس برسد، پدیدهٔ بهمنی در تریستور رخ خواهد داد که در صورت محدودنشدن، بر اثر تلفات توان ممکن است به تریستور آسیب برسد. در روش دوم، به جریان بحرانی آند که اگر از آن عبور کنیم تریستور خاموش می‌شود جریان نگهدارنده می‌گویند و آن را با Ih نمایش می‌دهند؛ در این حالت تریستور به حالت سدکنندهٔ مستقیم بازمی‌گردد.

#### مدار کموتاسیون
اگر بخواهیم به صورت ناگهانی جریان تریستور را در یک لحظهٔ مشخص قطع کنیم، باید آن را در گرایش معکوس قرار دهیم (VAK منفی شود). برای انجام این کار که به آن کموتاسیون اجباری می‌گویند، از مدار کموتاسیون استفاده می‌شود. در بیشتر مدار کموتاسیون خازنی از پیش شارژشده وجود دارد که ولتاژ آن به دو سر تریستور اعمال می‌شود تا در گرایش معکوس قرار بگیرد. پس از اعمال این ولتاژ جریان آند تریستور به سرعت کاهش یافته تا اینکه صفر می‌شود و برای لحظاتی جریان معکوس نیز برقرار می‌گردد. مدتی طول می‌کشد تا تریستور بتواند دوباره ولتاژ مستقیم را سد کند. مدت زمان بین صفرشدن جریان آند تا لحظهٔ آماده شدن تریستور برای سد ولتاژ مستقیم را زمان خاموش‌شدن تریستور می‌گویند.

#### زمان خاموش‌شدن
اگر بلافاصله پس از صفرشدن جریان آند تریستور، ولتاژ گرایش مستقیم به آن اعمال شود، حتی با وجود صفر بودن جریان گیت، تریستور ممکن است دوباره هدایت کند. برای آنکه تریستور بتواند ولتاژ گرایش مستقیم را سد کند، باید برای مدتی معین تریستور را در حالت گرایش معکوس قرار داد. این مدت را که با toff نمایش می‌دهند، زمان خاموش‌شدن تریستور می‌گویند. به عبارت دیگر زمان خاموش‌شدن تریستور، حداقل زمانی است که از لحظهٔ صفرشدن جریان آند تا آمادگی تریستور برای سد ولتاژ مستقیم طول می‌کشد.
اگر {\displaystyle 50\mu s<t_{off}<100\mu s} تریستور در دستهٔ کلیدهای بطئی قرار می‌گیرد و اگر {\displaystyle 10\mu s<t_{off}<50\mu s} تریستور در دستهٔ کلیدهای سریع قرار می‌گیرد.

#### زمان قطع مدار
به فاصلهٔ زمانی بین لحظهٔ صفرشدن جریان آند تا لحظهٔ اعمال دوبارهٔ ولتاژ مستقیم به دو آند و کاتد، زمان قطع مدار می‌گویند و با tq نمایش می‌دهند. در مدارهای عملی باید طراحی به گونه‌ای انجام شود که زمان قطع مدار از زمان خاموش‌شدن دیود بیشتر باشد یعنی tq>toff باشد، در غیر این صورت تریستور، ناخواسته روشن خواهد شد که به این حالت کموتاسیون ناموفق می‌گویند.

### مشخصهٔ ولتاژ-جریان

منحنی مشخصهٔ ولتاژ-جریان تریستور.

اگر جریان گیت تریستور (ig) صفر و ولتاژ آند بیشتر از کاتد باشد، دو پیوند از سه پیوند نیمه‌هادی‌های موجود در تریستور در گرایش مستقیم قرار می‌گیرند، اما یکی از پیوندها در گرایش معکوس است و تریستور در مقابل جریان مقاومت زیادی از خود نمایش می‌دهد. اگر افزایش ولتاژ آند نسبت به کاتد ادامه پیدا کند، به ولتاژ بحرانی خواهد رسید و تریستور به مرحلهٔ هدایت قوی می‌رسد. این ولتاژ بحرانی را در تریستور ولتاژ شکست مستقیم یا ولتاژ فروپاشی می‌گویند. در شکل رو به رو این ولتاژ با VBO نمایش داده شده‌است. با اعمال جریان به پایانهٔ گیت می‌توان ولتاژ فروپاشی مستقیم را کاهش داد و در صورتی که این افزایش به اندازهٔ کافی زیاد باشد ناحیهٔ سد مستقیم به کلی از بین خواهد رفت و تریستور مشابه یک دیود عمل خواهد کرد.
اگر نرخ تغییرات جریان تریستور (di/dt) زیاد باشد، تریستور می‌سوزد. برای حفاظت تریستور در برابر تغییرات ناگهانی جریان از یک اندوکتانس (سلف) قبل از آن استفاده می‌کنند. میزان مجاز di/dt توسط کارخانه‌های سازندهٔ تریستور اعلام می‌شود.

## انواع تریستور
تریستورهای قدرت را معمولاً به دو صورت دیسکی و اِستاد (Stud) می‌سازند. تفاوت این دو نوع تریستور در این است که نوع استاد سرعت قطع و وصل پایین‌تری نسبت به نوع دیسکی دارد و معمولاً در مدارهای یکسوکنندهٔ کنترل‌شده به کار می‌رود. نوع دیسکی در اینورترها کاربرد دارد و حتماً باید با گرماگیری که گیت آن را تحت فشار قرار می‌دهد استفاده شود در غیر این صورت گیت تریستور تحریک‌پذیر نخواهد بود.

### تریستور خاموش‌شونده با گیت
تریستور خاموش‌شونده با گیت یا جی‌تی اُ (Gate turn off, GTO) یک گونهٔ خاص از تریستور است که همانند تریستور معمولی با اعمال پالس جریان مثبت به گیت روشن می‌شود و می‌توان با اعمال پالس جریان منفی به گیت آن را خاموش کرد.

### تریستور کنترل‌شده با نیمه‌رسانای اکسید-فلز
تریستور کنترل‌شده با نیمه‌رسانای اکسید-فلز یا اِم‌سی‌تی، نوعی تریستور است که ویژگی‌های ترانزیستورهای اثر میدان و تریستور را هم‌زمان در خود دارد. این تریستورها را می‌توان مانند ماس‌فت‌ها خاموش و روشن نمود.

## واژه‌نامه
1. ↑  Forced Commutation
2. ↑  Reverse Break down Volatage
3. ↑  Forward Breaking State
4. ↑  Turnoff time
5. ↑  Circuit Turn off time
6. ↑  Forward Breakover Voltage
7. ↑  Forward Blocking Region